# Methodenstreit
Methodenstreit (tysk for 'Metodestrid') er en intellektuel strid og uenighed mellem den tyske økonom Gustav von Schmoller(1838-1917) og den østrigske økonom Carl Menger(1840-1921), som var uenige om, hvordan samfund skulle undersøges. Schmoller ledte den tyske historiske skole, mens Menger ledte den den østrigske skole. De to forskellige metoder anvendes stadig i dag til at undersøge samfund i fx statskundskab og økonomi. Methodensteit stammer fra økonomi, men uenigheden om, hvilken slags metode man skal bruge til at undersøge samfund, er aktuel i alle samfundsfaglige grene.

## Schmoller og Mengers metode
Schmoller mente, at man skal kende et samfunds institutioner, hvis man skal kunne undersøge samfundet. (klassisk politisk økonomi) Schmoller ville mene, at en undersøgelse af Tysklands økonomi ville være anderledes end en undersøgelse af Storbritanniens økonomi, fordi de to lande er forskellige, og mennesker opfører sig forskelligt i de to lande. Menger mente dog omvendt, at man i samfundsvidenskaben kan gå ud fra, at mennesker har en bestemt adfærd, lige meget hvilket land, de befinder sig i. Dette er, ifølge Menger, grundet, at mennesker er individer, hvis opførsel er bestemt ud fra deres egne egoistiske interesser, og hvad de får mest (nytte) ud af. (maginalistisk politisk økonomi) Derfor mente menger i modsætning til Schmoller, at man godt kan generalisere resultater fra den tyske kontekst over i den engelske kontekst, fordi mennesker lige meget hvad i følge Menger, handler ud fra, hvad der giver mest mening i deres eget liv. Alt ud fra, hvad forskeren tror på, vil forskeren altså undersøge forskellige ting. Nogle mener altså, at de ovennævnte institutioner slet ikke er relevante ligesom Menger, mens andre mener, de er altafgørende. Mengers måde at undersøge samfund på kan ses som mere simplistisk end Schmollers, fordi kulturelle, institutionelle og historiske forhold ikke bruges i til at undersøge økonomi. Det er vigtigt at holde for øje, at nogle grene af samfundsvidenskaben lægger mere vægt på institutioners vigtighed, mens andre lægger vægt på individet som værende vigtigt, og sætter fokus på de nogle formodninger om menneskets ageren. Denne metodestrid er altså stadig til den dag i dag relevant.